# La nave de los locos (película de 1995)
 La nave de los locos, también conocida como Caleuche, la nave de los locos, es una película argentina dramática de 1995 dirigida por Ricardo Wullicher sobre el guion de Gustavo Wagner, y basada en la leyenda mapuche del Caleuche. Es protagonizada por Inés Estévez, Miguel Ángel Solá, China Zorrilla, Marisa Paredes y Mario Lorca. Se estrenó el 6 de abril de 1995.

## Sinopsis
En una ciudad patagónica Pilkumán, el Cacique de una tribu mapuche, incendia un centro hotelero aduciendo que había sido ilegalmente construido sobre lo que fue el cementerio de su pueblo, ocasionando un conflicto social y un juicio consecuente donde la abogada Laura Montero deberá defenderlo contra viento y marea.

## Reparto
- Inés Estévez ... Laura Montero
- Miguel Ángel Solá ... Dr. Viale
- China Zorrilla ... Dra. Marta Caminos
- Marisa Paredes ... Julia Márquez
- Mario Lorca ... Cacique Pilkumán
- Olga Huenaihuen ... Mujer Pilkumán
- Fernando Guillén ... Agustín Márquez
- Tony Lestingi ... Miguel Casares
- Luisa Calcumi ... Chamán Zunilda ChoikepánMario Lorca
- Aldo Braga ... Trobbiani
- Iván González Sainz ... Gabriel Márquez
- Jorge Villalba ... Ramírez
- Gustavo Wagner ... Juez de instrucción
- Rodolfo Wernicke ... Psiquiatra
- Óscar Sepúlveda ... Pedro
- Humberto Serrano ... Fiscal
- Luis Abeijón ... Juez 2
- Víctor Mayol ... César Sanabria
- Daniel Miglioli ... Comisario
- Juan Namuncurá ... Juan
- Mónica Naon ... Secretaria Sanabria
- Diana Orlov ... Secretaria Pte. Tribunal
- Ricardo Caletti ... Sacerdote
- Roberta Casal ... Contadora Márquez
- Elba Curruhuinca ... Vendedora de artesanías
- Miguel Dedovich ... Presidente del tribunal
- Maria Ferreira ... Secretaria Márquez
- José María Acosta ... Cerrajero
- Carlos Buganem ... Juez 1
- Ana Furlaska ... Dueña de la pensión
- Héctor Polvaran ... Conserje del hotel

## Premios y nominaciones
Asociación de Cronistas Cinematográficos de la Argentina, Premios Cóndor de Plata, 1996
- Inés Estévez, ganadora del Premio a la Mejor Actriz.
- Gustavo Wagner, ganador del Premio al Mejor Guion Original.
- Luisa Calcumil , nominada al Premio a la Mejor Actriz de Reparto
- Miguel Pérez, nominado al Premio al Mejor Montaje

Festival de Cine Gramado 1995
- Nominado al Premio al Mejor Filme

Festival de Cine de La Habana, 1995
- Ganadora del Premio de la Audiencia a la Mejor Película.
- Ganadora del Premio OCIC.